# Elsfjorden

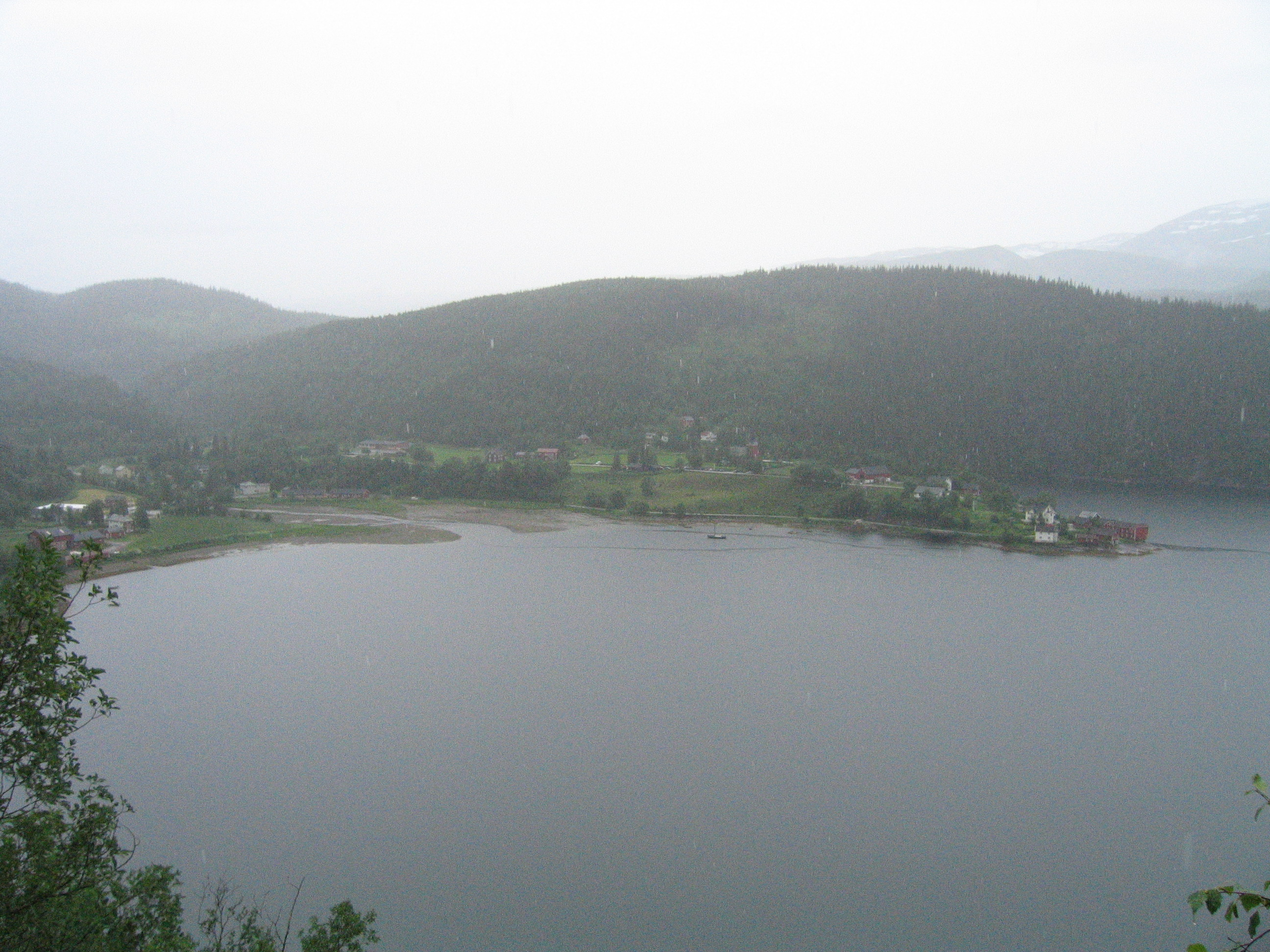
Byn Elsfjord längst inne i Elsfjorden.

Elsfjorden är en fjordarm av Ranfjorden i Vefsns kommun i Nordland fylke i norra Norge. Byn Elsfjord ligger längst inne i fjorden som passeras av Nordlandsbanen på sin östra sida.